# Nakano
Nakano (中野区 Nakano-ku) er et af Tokyos 23 bydistrikter. På engelsk kalder bydistriktet sig selv for Nakano City.
Per 1. april 2011 havde bydistriktet 311.690 indbyggere fordelt på 176.936 husstande og en befolkningstæthed på 19.992,94 personer per km². Arealet var på 15,59 km².

## Geografi
Fem bydistrikter omkranser Nakano: Shinjuku, Suginami, Nerima, Shibuya og Toshima. Det ligger umiddelbart vest for det livlige Shinjuku.
Floder i distriktet inkluderer Kanda-floden, Myosho-ji- og Zenpuku-ji-floden og Aratama-vandvejen.

## Historie
Distriktet er etableret 1. oktober 1932, da byerne Nogata og Nakano blev en del af den nu forhenværende Tokyo City. Den nuværende administration for bydistriktet er etableret 15. marts 1947.

## Steder
- Nakano Sun Plaza: koncerthus og hotelfaciliteter
- Arai Yakushi Shingon Buddhist tempel
- Nakano Broadway: Otaku bygning

## Uddannelse
- Shumei University (Tokyo hovedkvarter)
- Tokyo Polytechnic University
- University of Tokyo Nakano campus
- Kokusai Junior College